# Padang-Küche

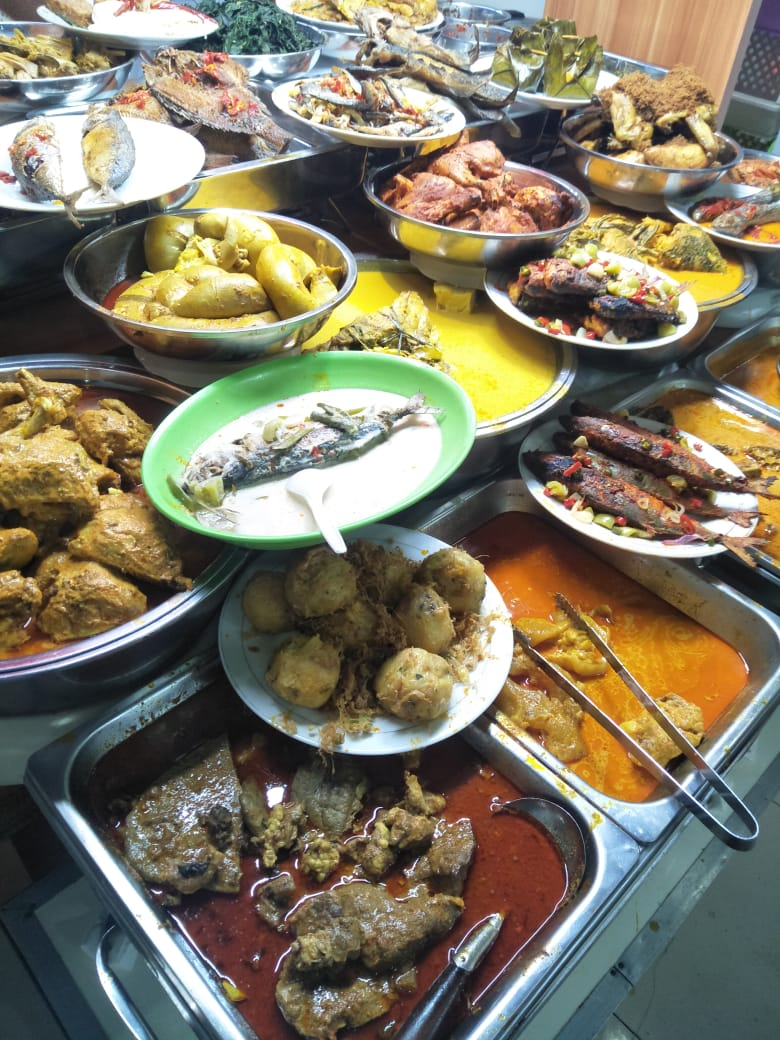
Traditionelle Speisen in einem Restaurant in Padang

Die Küche Westsumatras ist die Küche der indonesischen Provinz Westsumatra. Sie ist geprägt durch die Kochtraditionen der Minangkabau, die die deutliche Bevölkerungsmehrheit stellen. Gerichte aus Westsumatra sind in Indonesien nach der Hauptstadt der Region auch als „Padang-Essen“ bekannt. Die Restaurants in Padang bieten würzige Gerichte auf Fleischbasis an und werden in Reiseführern als ein Element der indonesischen Kultur angepriesen.
Reis, Fisch, Kokosnuss und Chili sowie viel Gemüse sind die Grundzutaten der westsumatrischen Mahlzeiten. Die meisten Gerichte werden in einer Mischung aus Zwiebeln und Chilis gekocht oder gebraten. Kokosnuss ist die Hauptquelle für Fett. Die traditionelle Kombination von Reis, Fisch und Kokosnuss in der Minangkabau-Kultur reicht Hunderte von Jahre zurück. Das Essen wird normalerweise mittags zubereitet und ist an diesem Tag als Mittag- und Abendessen sowie am folgenden Morgen als Frühstück zu verzehren.

## Esskultur
Fleisch, insbesondere Rind- und Hühnchenfleisch, wird hauptsächlich zu besonderen Anlässe zubereitet. Schweinefleisch wird von der muslimischen Bevölkerungsmehrheit nicht gegessen. Lamm, Ziege und Wild werden nach Geschmackspräferenz und Verfügbarkeit seltener gegessen. Rendang, ein beliebtes Fleischgericht, ist eines der charakteristischen Gerichte der westsumatrischen Esskultur. Gemüse wird täglich, während Obst hauptsächlich saisonabhängig konsumiert wird, wobei Obstsorten wie Bananen, Papaya und Zitrusfrüchte das ganze Jahr über verfügbar sind. Fast alle in Westsumatra verzehrten Lebensmittel können mit Kokosmilch gekocht werden. Frittierte Lebensmittel in Kokosöl gelten als tägliche Grundnahrungsmittel. Getrocknete Kokosnuss-Erzeugnisse sind eine Nahrungszutat oder werden fast täglich als Snacks verwendet.
Eine Studie von 1999 ergab, dass sich zwar die Speisenzubereitung nicht geändert hat und sich die Geschmackspräferenzen zwischen der jungen und der alten Generation nur geringfügig unterscheiden, aber die Präferenz für Lebensmittel sich dramatisch veränderte, was sich in dem erhöhten Prozentsatz des Energieverbrauchs der letzten 15 Jahren widerspiegelte. Es wurde deutlich, dass die Verwendung von Kokosnuss den Verzehr von Fisch und Gemüse fördert und unwahrscheinlich ist, dass die traditionelle Verwendung von Kokosnuss-Produkten ein Gesundheitsproblem darstellt.

### Frühstück

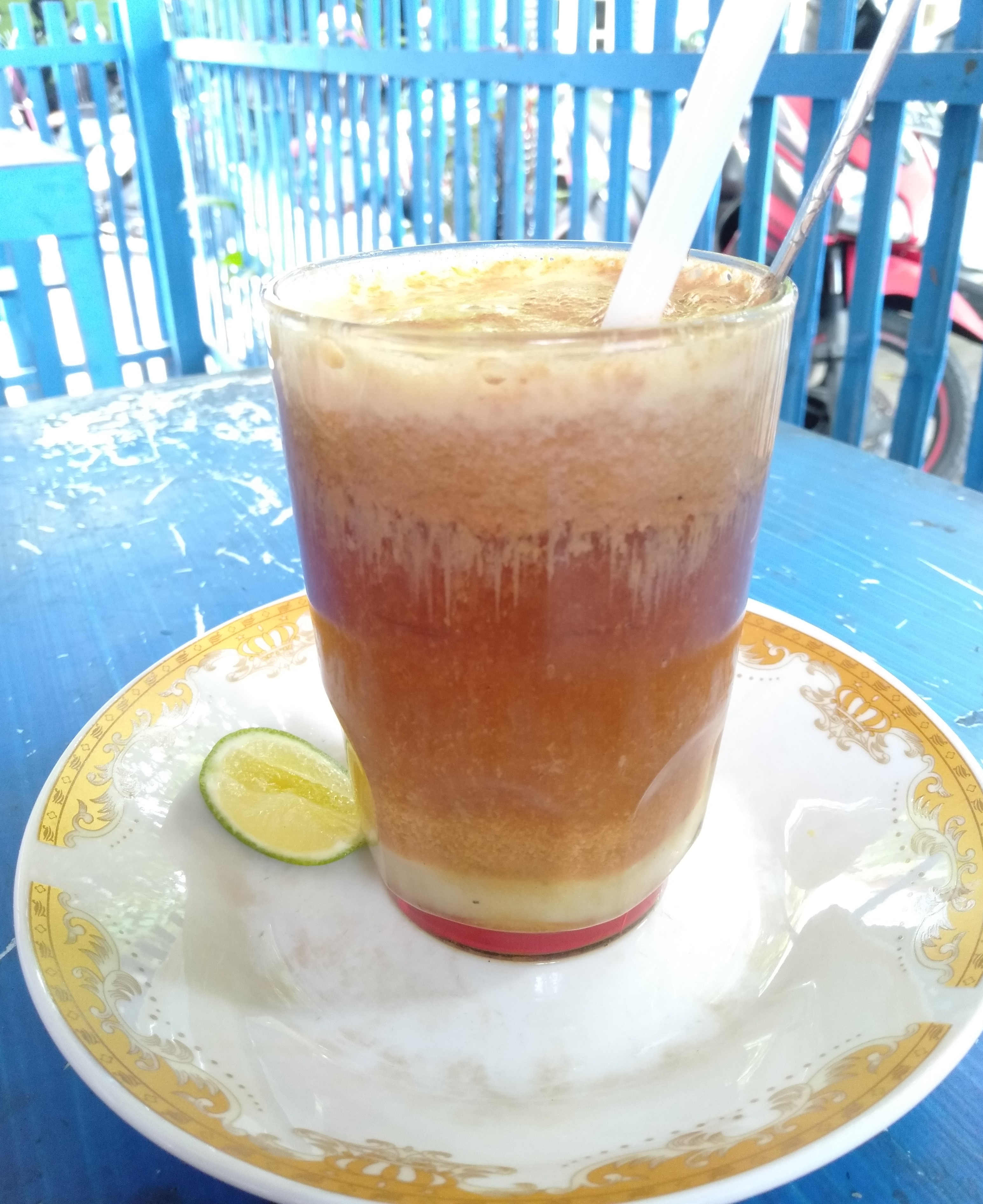
Teh talua – heißer Tee mit Eigelb verquirlt

Das Frühstück ist entweder süß oder warm und kann Chilischoten enthalten. Warme Speisen zum Frühstück sind normalerweise Reste, die vom Vorabend übrig geblieben sind, mit Haferbrei (Lontong) und Gemüse in Kokosmilch oder gebratenem Reis. Gängig ist auch Telur Dadar Padang, ein Omelett mit geriebener Kokosnuss, Kartoffeln und Süßkartoffeln, das auch ganztags als Beilage verwendet wird. Süßes Essen wird aus gebratener Banane mit gekochtem Klebreis hergestellt, mit getrockneter junger Kokosnuss oder Mungobohnen, gekocht mit Kokosmilch und gesüßt mit braunem Zucker, oder einigen Arten traditioneller Kuchen aus Maniok, Reis oder Weizenmehl. Getränke sind Wasser, Tee oder Kaffee. Ein Getränk namens teh-telur (auch Teh talua), eine Mischung aus rohem Ei und Tee, ist bei männlichen Minangkabau normalerweise ein Bestandteil des Frühstücks. Milch wird selten konsumiert. Ein westliches Frühstück wie Brot und Butter ist nicht üblich.

### Mittag- und Abendessen
Der Kernbestandteil des Mittag- und Abendessens ist Reis, daneben auch Maniok, Mais, Sago oder Nudeln. Auf den Mentawai-Inseln konsumiert man mehr Sago, während der östliche Teil Indonesiens (einige Teile von Sulawesi und Malucca) Mais konsumiert. Nudeln, insbesondere Instantnudeln, gelten als neuartige Lebensmittel, die in den letzten Jahren beliebt wurden. Die Proteinquelle, die die meisten Bewohner Westsumatras täglich konsumieren, ist Fisch. Andere Proteinquellen sind Tofu oder Tempe und Eier. Fleisch wird hauptsächlich für besondere Anlässe zubereitet.

### Zwischenmahlzeit
Snacks können warm oder kalt sein. Heiße Snacks sind sättigender, würziger und große Portionen. Sie können morgens oder nachmittags als Dessert oder zwischen zwei Hauptmahlzeiten verzehrt werden. Kokosmilch wird häufig in einem Dessert mit Klebreis, Maniok, Reismehl, Weizenmehl und Mungobohnen verwendet und mit Zucker oder braunem Zucker gesüßt.
In den Dörfern werden Snacks nur in der Erntezeit zwischen Mittag- und Abendessen für diejenigen serviert, die auf dem Reisfeld arbeiten. In den Vorstädten sind Snacks abwechslungsreicher und häufiger.
Im Ramadan werden Snacks vor dem Hauptmenü zum Abendessen gereicht.

#### Beispiele
- Lontong: erkalteter fester Reisbrei in kompakte Quadrate geschnitten. mit jungen Jackfrüchten oder anderem mit Kokosmilch gekochtem Gemüse gegessen

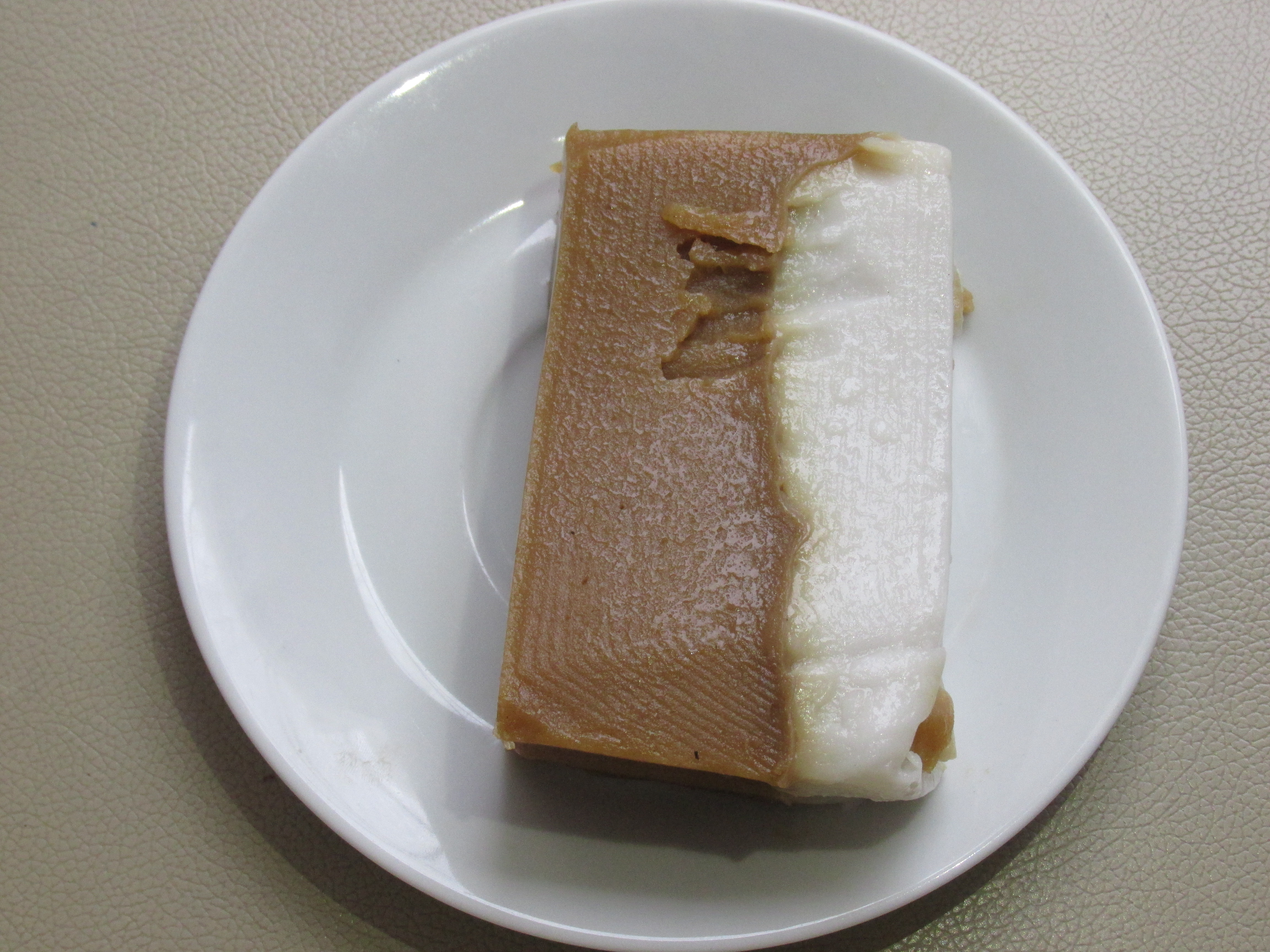
Kue Talam

- Kue TalamTapai pulut: Fermentierter roter Klebreis
- Nasi Kuning: Klebreis gekocht oder gedämpft in mit Kurkuma gefärbter Kokosmilch
- Lepat Bugis: Reismehl gemischt mit Kokosraspeln und Zucker, bedeckt mit Bananenblättern, dann gedämpft
- Onde-onde: Runde Klebreismehl und Wasser; mittig mit braunem Zucker gefüllt, gekocht, mit Kokosraspeln überzogen
- Kue talam: Reismehl, Kokosmilch, brauner Zucker in einer quadratische Form gedämpft.
- Kolak Manioc: gekocht mit Kokosmilch, gesüßt mit braunem Zucker, kann mit Banane oder Mungbohnen gemischt werden
- Kerupuk balado: Maniok schwimmend in Öl gebraten, in geriebenem Chili und Zucker gerollt
- Tapai Ubi: Fermentierter Maniok
- Tumbang: Kugeln gekochter Maniok, mittig gefüllt mit braunem Zucker, überzogen mit Kokosraspeln.

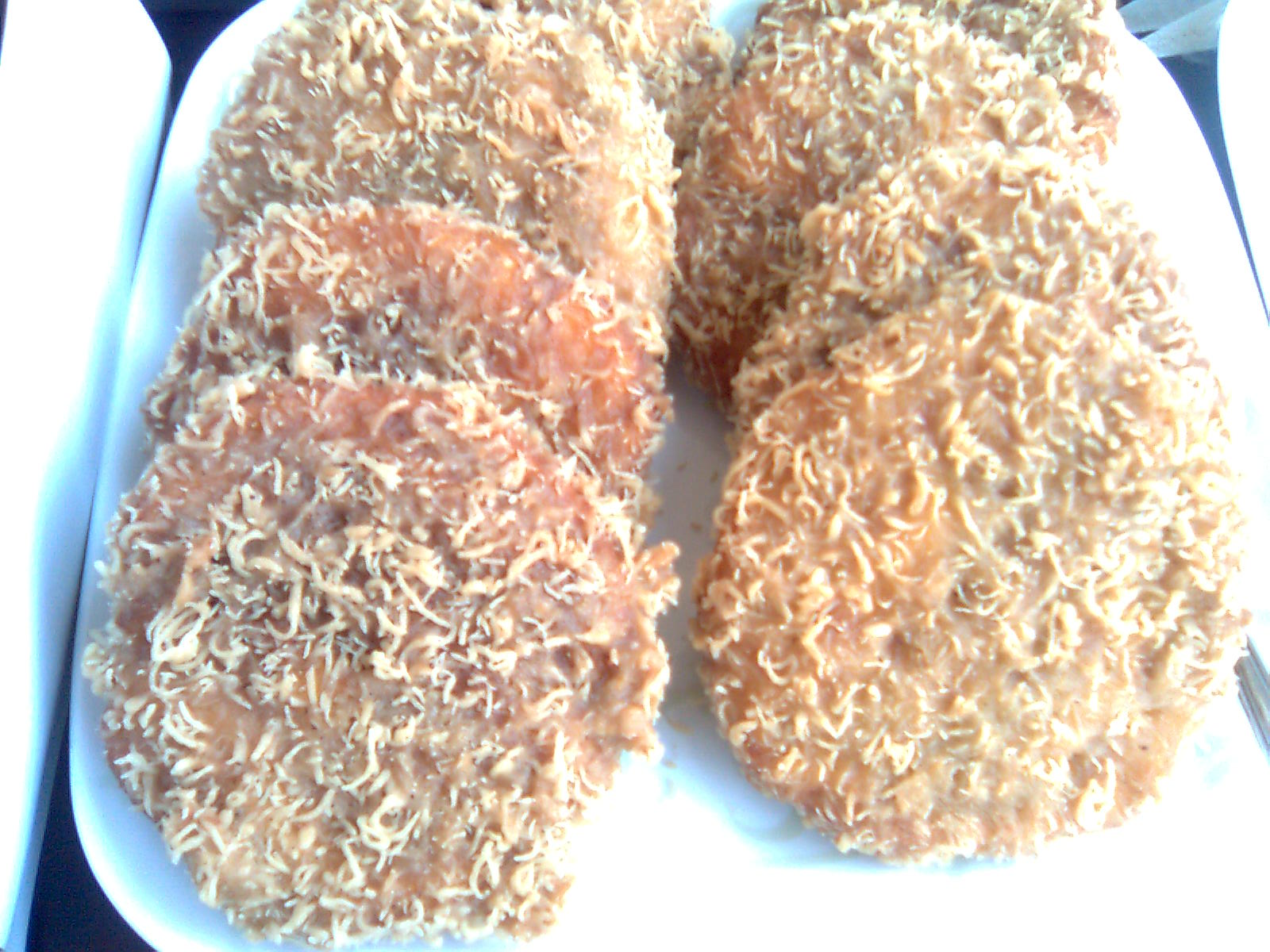
Pisang goreng – Gebratene Banane mit Kokosraspeln

- Pisang goreng – Gebratene Banane mit KokosraspelnPisang Goreng: Gebratene Banane, mit Mehl überzogen, gegessen mit gekochtem Klebreis mit Kokosraspeln
- Nagasari: Kleine Bananenscheiben gemischt mit Reismehl, Zucker, bedeckt mit Bananenblättern, gedämpft
- Sate: Rindfleisch mit Gewürzen gekocht, in kleine Scheiben geschnitten und gegrillt, mit Lontong und Reismehlsauce gegessen

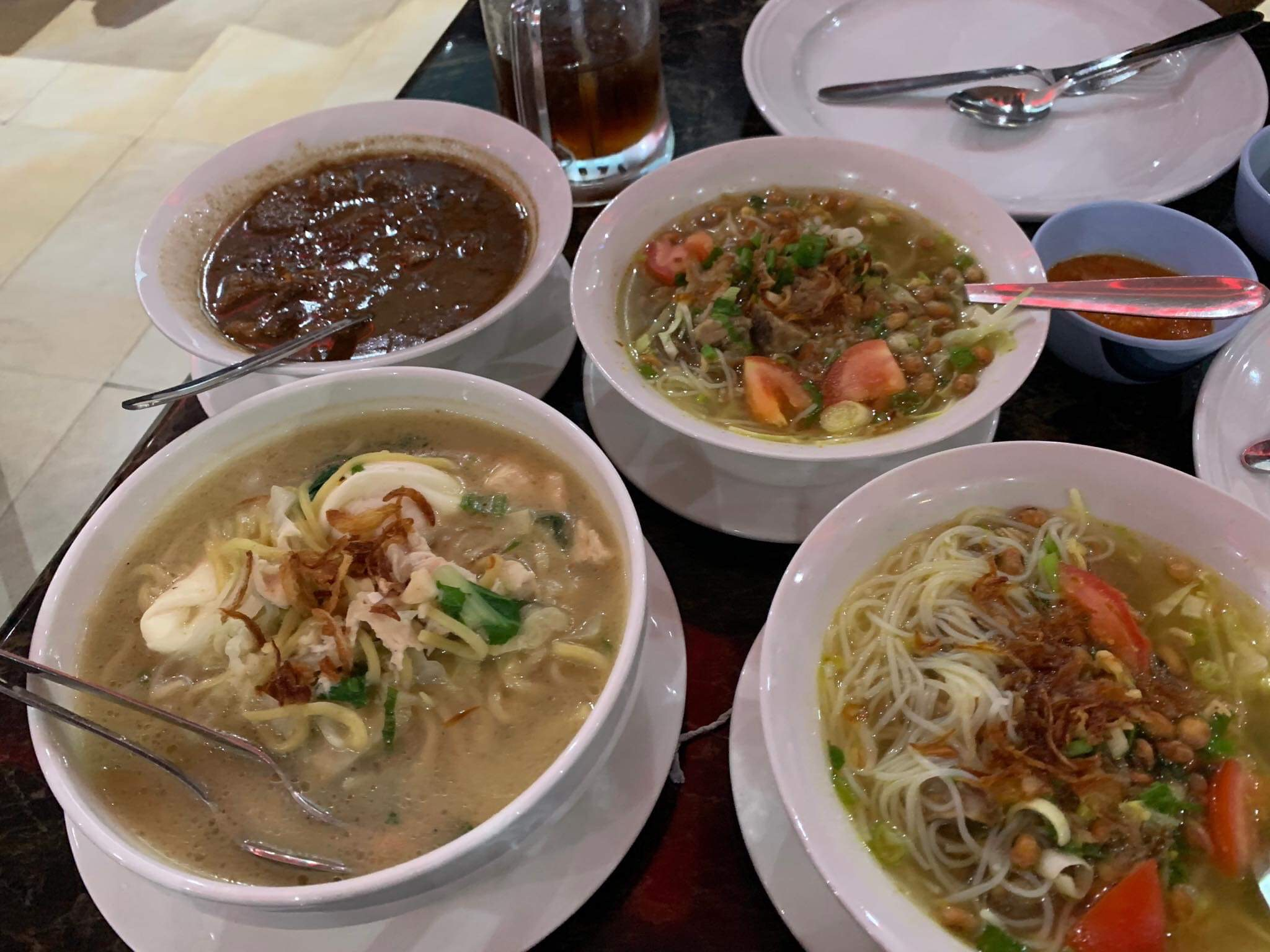
Soto-Suppen

- Soto-SuppenSoto: Rindfleischsuppe mit Gewürzen und Kräutern gekocht, mit Reis gegessen
- Martabak Kubang: Rindfleisch mit Weizenmehl und Gewürzen, Kräutern gemischt und mit etwas Speiseöl verrührt.[3]